# Alberto Contador
Alberto Contador Velasco (Pinto, Madrid, 6 de dezembro de 1982) é um ciclista profissional espanhol que corre pela Trek. É um ciclista especialista em subidas (escalador), com bons desempenhos em montanhas.
Alberto Contador não participou no Tour de France 2006 devido a alegações de envolvimento com o caso de doping conhecido como Operación Puerto, contudo foi ilibado de todas as acusações a 26 de Julho de 2006, juntamente com quatro outros elementos da sua equipe da altura, a Liberty Seguros.
Foi o vencedor do Tour de France 2007 ganhando uma etapa e beneficiando da desqualificação, a quatro etapas do fim, do líder Michael Rasmussen. Não participou no Tour de 2008 porque a sua equipe não tinha sido convidada. No ano seguinte, ganhou o Tour de 2009 onde ganhou 3 etapas.
Em 2010 voltou a repetir vitória no 2010 mas desta vez não conseguiu ganhar nenhuma etapa. No fim do Tour foi anunciado o seu positivo por Clenbuterol num controle anti-doping realizado antes da etapa 17 com final no Col du Tourmalet. Contadors, perde a sua vitória no Tour em 2010, a favor de Andy Schleck do Luxemburgo que de lá para cá não fez mais nada no ciclismo tendo se aposentado no final de 2014.
Foi também vencedor do Giro d'Italia e da Volta a Espanha de 2008.
Alberto Contador é considerado um dos melhores ciclistas da atualidade. Venceu por duas vezes o Tour de France (2007 e 2009), duas vezes  o Giro d'Italia (2008) e (2015) e 3 vezes a Volta a Espanha (2008, 2012 e 2014). Venceu outras competições de renome, como por exemplo a Volta ao País Basco e a Paris-Nice. É também um excelente contrarrelogista, tendo até batido Fabian Cancellara no Tour de France de 2009.
No Tour de 2014, caiu em uma das etapas tendo fraturado sua Tíbia oque culminou com o seu abandono da prova, mas voltou aos pedais na Vuelta vencendo de forma impressionante a prova espanhola. Foi coroado com o título de melhor ciclista do ano de 2014.

## Suspensão
Em fevereiro de 2012 Contador foi sancionado com dois anos de suspensão pelo Tribunal Arbitral do Desporto (CAS), confirmando o controle antidoping positivo pela presença da substância proibida clembuterol no Tour de France 2010.
Contador enfrentou uma suspensão de toda a atividade desportiva de dois anos, mas com efeitos retroativos a 2010, o que significou que o espanhol ficou de fora das corridas somente por cinco meses, até 6 de agosto 2012. Ainda assim, não pôde alinhar na edição de 2012 da Volta a França. Ele foi desapossado da camisola amarela da Volta a França de 2010 e da camisola rosa do Giro d'Italia de 2011, juntamente com os demais resultados conquistados no período.